# 툐플로예호

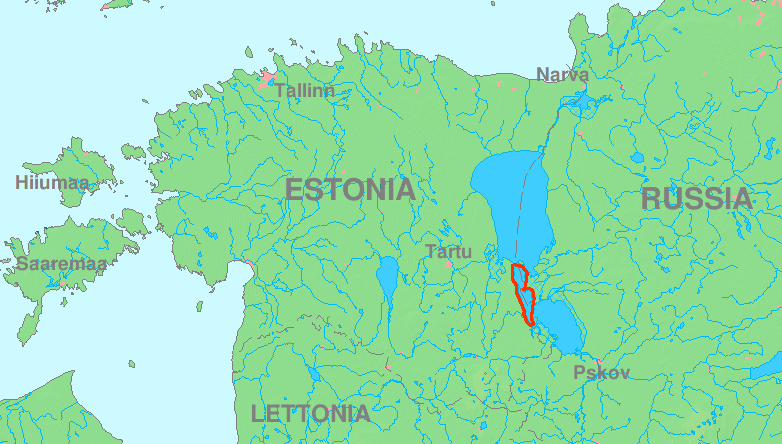

툐플로예 호(러시아어: Тёплое озеро, 에스토니아어: Lämmijärv, 버로어: Lämmijärv́)는 페이푸스호에 접한 호수이다.
면적은 170 km²이고 깊이는 15.3m이다.